# Puerto Rico en los Juegos Olímpicos de Moscú 1980
Puerto Rico estuvo representado en los Juegos Olímpicos de Moscú 1980 por tres deportistas masculinos que compitieron en boxeo.
El portador de la bandera en la ceremonia de apertura fue el boxeador Alberto Mercado. El equipo olímpico puertorriqueño no obtuvo ninguna medalla en estos Juegos.